# 占部都美
占部 都美（うらべ くによし、1920年2月1日 - 1986年7月31日）は、日本の経営学者。経営学博士（神戸大学・論文博士・1961年）（学位論文「現代企業に対する制度論的研究」）。神戸大学名誉教授。

## 来歴
広島県福山市出身。1937年福山盈進商業学校（現盈進高等学校）、1940年横浜専門学校（現・神奈川大学）卒、1943年東京商科大学（現一橋大学）卒業。大学では増地庸治郎ゼミナールに所属。卒業後三菱石油に入社。1945年同退職、1946年財団法人運輸調査局財務調査部勤務。1950-51年ピッツバーグ大学大学院への留学を経て、1952年神戸大学経営学部助教授、1963年教授、1983年定年退官、名誉教授、日本文理大学教授・商経学部長、松山商科大学（現松山大学）教授。1961年「現代企業に対する制度論的研究」で神戸大学より経営学博士の学位を取得。

## 業績
- 日本の経営学研究において、1955年頃から事業部制に注目して先駆的著書を出版したり[2]、ドイツ経営学からアメリカ経営学への転換を果たしたり[2]、経営学研究の中心人物として活躍した。ピーター・ドラッガーからは日本を代表する経営学者と評された[2]。
- 一般読者向けの著作も多く、光文社カッパ・ビジネスシリーズの『危ない会社』（1963年）はベストセラーとなり[2]、続いて『コストダウン』『不況期の経営学』『人件費』『サラリーマンの哲学』等を刊行した。
- 指導学生に吉原英樹[2][3]、加護野忠男[2][3]、金井壽宏[2][3]、江崎勝久（江崎グリコ社長）など[2][4]。

## 著書
- 『公共企業体論 パブリック・コーポレーションの本質・形態とその理論』森山書店 1949
- 『公経営管理』技報堂 1954
- 『近代経営学』白桃書房 1955
- 『経営社会政策 社会的経営体制の実践と理論』森山書店 1955
- 『経営者』ダイヤモンド社 経営全書 1956
- 『近代経営管理論』ダイヤモンド社 1957
- 『経営学原理 第1巻 (経営学の方法)』森山書店 1958
- 『経営学原理 第2巻 (経営形態論)』森山書店 1958
- 『近代経営の解明』ダイヤモンド社 1959
- 『事業部制と近代経営』ダイヤモンド社 1960
- 『経営のイノベーション』日本生産性本部 1961
- 『事業部制の運営』日本能率協会 マネジメント新書 1962
- 『自由化時代の経営』ダイヤモンド社 1962
- 『優良企業の経営診断』毎日新聞社 1962
- 『危ない会社 あなたのところも例外ではない』光文社 カッパビジネス 1963
- 『不況期の経営学 昭和39年「日本の会社白書」』光文社 カッパ・ビジネス 1964
- 『コストダウン 儲けるための吝嗇のすすめ』光文社 カッパ・ビジネス 1965
- 『近代管理学の展開』有斐閣 1966
- 『経営学の基礎理論 近代経営の均衡理論』白桃書房 1966
- 『能力主義 管理者の危機』日本経営出版会 1966
- 『現代企業の人間関係』白桃書房 1967
- 『現代の企業行動』日本経営出版会 1967
- 『人間をつくる会社』日本経営出版会 1967
- 『株式会社』森山書店 1968
- 『企業形態論』白桃書房 1968
- 『経営管理論』白桃書房 1968
- 『経営の究明』日本経営出版会 1968
- 『国際化時代の経営戦略 「効率経営」で武装せよ』日本実業出版社 1968
- 『危ない経営 こんな会社は倒産する!』双葉新書 1969
- 『企業形態論』白桃書房 1969
- 『企業の意思決定論』白桃書房 現代経営学全集 1969
- 『指導力 「長」になったら読む本』光文社 カッパ・ビジネス 1969　のち文庫
- 『事業部制と利益管理』白桃書房 現代経営学全集 1969
- 『近代経営学 新講』中央経済社 専門基礎講座 1970
- 『人件費 賃上げ、人手不足を乗り切る処方箋』光文社 カッパ・ビジネス 1970
- 『リーダーシップと行動科学』白桃書房 現代経営学全集 1970
- 『経営戦略と経営計画』白桃書房 現代経営学全集 1971
- 『現代経営組織論』白桃書房 現代経営学全集 1971
- 『七〇年代の経営指針』税務経理協会 1971
- 『崩壊する日本経営 この危機を乗り切る"杢流"経営法』光文社 カッパビジネス 1971
- 『日本経営の神髄 解説「日暮硯」』日本経営図書 1972
- 『管理者の条件 管理者の原点と自己診断』日本経営図書 1973
- 『経営学総論』白桃書房 現代経営学全書 1973
- 『日本企業の構造革命 経営の知識集約化』税務経理協会 1973
- 『基本経営管理』ダイヤモンド社 1974
- 『近代組織論 1 (バーナードとサイモン)』白桃書房 1974
- 『曲線的経営法 新時代の企業戦略はこれだ!』PHP研究所 1976
- 『経営学』マネジメント社 経営選書 1976
- 『サラリーマンの哲学 人は,なぜ会社で働くのか』光文社 カッパ・ビジネス 1976　のち文庫
- 『杢流経営法 危ない会社を救う道』光文社 カッパ・ビジネス 1976
- 『経営参加と日本的労使関係』白桃書房 現代経営学全集 1977
- 『経営学入門』中央経済社 1978　改訂増補版 加護野忠男補訂 1997
- 『日本的経営を考える』中央経済社 1978
- 『占部都美著作選集』全3巻　白桃書房

第1巻　経営学原理　1980
第2巻、経営形態論 1980
第3巻、近代管理論 1981
- 『日本的経営は進化する』中央経済社 1984

### 共編著
- 『経営スタッフ』編 日本能率協会 1961
- 『新経営学全集』全8巻 古川栄一,宮下藤太郎共編 日本経営出版会 1967-68
- 『企業行動科学』編著 鹿島出版会 1968
- 『戦略的経営計画論』中橋国蔵共著 白桃書房 1968
- 『経営学のすすめ』編 筑摩書房 学問のすすめ 1970
- 『最新公認会計士二次試験講座 第5巻 経営学』田杉競共著 中央経済社 1970
- 『経営情報-決定システム』編著 中央経済社 1972
- 『現代経営とコンピュータ』編著 白桃書房 現代経営学全集 1972
- 『近代組織論 2 (マーチ=サイモン)』坂下昭宣共著 白桃書房 1975
- 『経営意思決定のためのコンピュータ活用ハンドブック』編著 中央経済社 1976
- 『組織のコンティンジェンシー理論』編 白桃書房 1979
- 『経営学辞典』編著 中央経済社 1980
- 『戦略的決定と組織』編 白桃書房 1980
- 『日本的労使関係の探求』大村喜平共著 中央経済社 1983

### 翻訳
- M.C.H.ナイルズ『ミドル・マネージメント 指導者としての部課長の在り方』鈴木繁共訳 ダイヤモンド社 1952
- J.アベグレン『日本の経営』監訳 ダイヤモンド社 1958
- マイルス・L.メース『経営者の成長と育成』日本生産性本部 1961
- G.H.リットビン, R.A.ストリンガー 共著『経営風土』監訳 井尻昭夫訳 白桃書房 1974
- J.C.アベグレン『日本の経営から何を学ぶか 新版日本の経営』監訳 森義昭共訳 ダイヤモンド社 1974

## 論文
- <占部都美